# Slania / Evocation I – The Arcane Metal Hammer Edition
Slania / Evocation I – The Arcane Metal Hammer Edition ist eine Kompilation der Schweizer Pagan-Metal-Band Eluveitie. Sie erschien exklusiv als Bonus-CD der Metal-Hammer-Ausgabe 5/2009 am 15. April 2009.

## Hintergrund
Da Evocation I – The Arcane Dominion erst am 17. April 2009 erschien, wurden einige Lieder von diesem Album mit der Kompilation schon zwei Tage früher veröffentlicht. Dies beruht jedoch darauf, dass aufgrund eines Fehlers beim Booklet-Druck Evocation erst am 17. April statt wie geplant am 11. April veröffentlicht werden konnte.
Die Kompilation besteht aus Liedern von Slania und Evocation I – The Arcane Dominion. Da zwischen den beiden Alben die Kirder-Brüder die Band verließen und durch Kay Brem bzw. Päde Kistler ersetzt wurden, sind auf „Slania / Evocation I – The Arcane Metal Hammer Edition“ das letzte Mal Sevan und Rafi Kirder und das erste Mal Kay Brem und Päde Kistler zu hören.

## Entstehung
Mit den Aufnahmen der Lieder von Slania  begannen Eluveitie am 19. August 2007 im schwedischen Fascination Street Studio in Örebro mit Jens Bogren als Produzent. Die Aufnahmen der akustischen Instrumente fanden im September 2007 in verschiedenen Studios in der Schweiz und Umgebung statt, da die Kosten für Akustik-Aufnahmen im Fascination Street Studio das Budget gesprengt hätten.
Die Lieder, die auch auf Evocation I – The Arcane Dominion zu finden sind, wurden im Dezember 2008 Liechtensteiner „Devils Studio“ in Vaduz und im Schweizer „Ballhorn Studio“ in Winterthur, das auf instrumentale Musik spezialisiert ist, aufgenommen. Im Studio übernahm erstmals die Band selbst viele Aufgaben, wie das Engineering und die Produktion. Die Abmischung übernahm Arto Tuunela in den finnischen Finnvox Studios im Januar 2009, gemastert wurde das Album von Mika Jussila. Die Auswahl der Lieder nahm Chrigel Glanzmann persönlich vor. Das Slania Folk Medley wurde eigens für diese Kompilation komponiert und aufgenommen.

## Stil
Stilistisch verbindet das Album den Charakter des Melodic-Death-Metal-Albums „Slania“ mit dem des akustischen Folk-Albums „Evocation I – The Arcane Dominion“.
Die Melodien orientieren sich stark an keltischen und irischen Volksliedern und werden neben den typischen Instrumenten einer Metalband (E-Gitarre, E-Bass, Schlagzeug) mit traditionellen Instrumenten gespielt. Die Band setzt auf dem Album Tin Whistle, Schottische Sackpfeife, Fiddle, Mandola, Mandoline, Uilleann Pipes, Bodhrán oder Drehleier ein. In den Liedern, die Evocation entnommen wurden, wird auf E-Gitarre und E-Bass verzichtet.
Anders als in den beiden Vorgängeralben, Spirit und Slania, übernimmt auf der Kompilation Anna Murphy große Teile des Gesangs. Die Texte sind in Gallisch oder Englisch verfasst; bei den Liedern von Evocation stammen sie teilweise auch von Bildern und Schalen, die bei Ausgrabungen in den letzten beiden Jahrhunderten entdeckt wurden.

## Titelliste
Der Name hinter den Liedern gibt an, auf welchem der beiden Alben das jeweilige Lied zu finden ist.
1. The Arcane Dominion – 5:40 (Evocation I – The Arcane Dominion)
2. Gray Sublime Archon – 4:21 (Slania)
3. Brictom – 4:22 (Evocation I – The Arcane Dominion)
4. Inis Mona [Inklusive des Live Intro] – 4:41 (Slania)
5. Memento – 3:19 (Evocation I – The Arcane Dominion)
6. Bloodstained Ground – 3:20 (Slania)
7. Within The Grove – 1:51 (Evocation I – The Arcane Dominion)
8. The Cauldron Of Renascence – 2:02 (Evocation I – The Arcane Dominion)
9. The Somber Lay – 3:59 (Slania)
10. Omnos – 3:47 (Evocation I – The Arcane Dominion)
11. Slanias Song – 5:40 (Slania)
12. Voveso In Mori – 4:06 (Evocation I – The Arcane Dominion)
13. Slania [Folk Medley] – 1:51 (Slania)

## Inhalte der Lieder
- Der kurze Text von „The Arcane Dominion“ entstammt einer altgallischen Inschrift und hat mythologischen und magischen Inhalt.

- „Gray Sublime Archon“ und „Bloodstained Ground“ handeln von der Schlacht um Bibracte im Gallischen Krieg. Dabei ist „Gray Sublime Archon“ aus der Perspektive eines helvetischen Fürsten in Anlehnung an Divico geschrieben.

- „Brictom“ basiert auf einem altgallischen Originaltext, der einen Fluch darstellt, der von Frauen angewendet wurde.

- „Inis Mona“ basiert auf einer traditionellen Folk-Melodie aus Frankreich und erzählt die Geschichte eines keltischen Druiden, der auf sein Leben zurückblickt. Dabei ist Inis Mona der Name einer walisischen Insel (heute Anglesey), auf der sich eine keltische Ausbildungsstätte für Druiden befand. Zu dieser Stätte schickten Familien aus dem gesamten keltischen Raum ihre auserkorenen Jungen. Die Ausbildung selbst konnte dabei durchaus zwanzig Jahre betragen. Der Protagonist genoss eine solche Ausbildung und arbeitete danach im Dienst eines keltischen Fürsten. Am Ende seines Lebens angekommen, denkt er an seine Jugend auf Inis Mona zurück, die sein Leben entscheidend prägte.[5][6]

- „Memento“ ist ein reines Instrumentalstück.

- „Bloodstained Ground“ schildert die Gedanken eines gallischen Kriegers kurz vor der Schlacht, während er die römischen Truppen am Horizont aufmarschieren sieht.[5]  In einem Interview mit dem Metal Hammer sagte Chrigel, von allen Liedern auf Slania bringe „Bloodstained Ground“ die Grundhaltung von Eluveitie am besten zum Ausdruck.[7]

- Bei „Within the Grove“ handelt es sich ebenfalls um ein Instrumentalstück.

- „The Cauldron of Renascence“ basiert auf derselben Inschrift wie „The Arcane Dominion“ und greift auf den mythologischen Jungbrunnen zurück, einen riesigen Kessel, in den in der Schlacht verwundete oder gefallene Männer geworfen wurden, um danach erholt und lebendig wieder heraussteigen zu können.

- „The Somber Lay“ beschäftigt sich inhaltlich mit der Zeit des Herbstes nach dem Fest Elembivos. Es basiert auf dem Gedicht Düsterreigen von Eilthireach, einem Autor einiger Essays zur keltischen Kultur.[5]

- „Omnos“ handelt von einem Mädchen, das mit einem Wolf singen und Blumen pflücken wollte. Der Wolf jedoch wollte „die Blume ihrer Jugend jagen“, sie sexuell missbrauchen.

- Der Songtext von „Slanias Song“  stammt von David Stifter, der am keltologischen Seminar an der Universität Wien doziert. Es stellt eine patriotische Ode an das Heimatland Helvetien aus Sicht des keltischen Stammes, zu dem auch Slania gehörte, dar.[5]

- In „Voveso In Mori“ klagt das lyrische Ich über nicht näher genanntes, ihm zugestoßenen Leid.

- „Slania [Folk Medley]“ ist ein Medley, das sich aus Melodien des Slania Albums zusammensetzt und auf der Kompilation erstmals veröffentlicht wurde.